# موی ولوس
موی ولوس، موی کرکی یا موی پرزی موهایی کوتاه، نازک، روشن رنگ و به سختی قابل دید هستند که در بیشتر قسمت‌های بدن انسان در دوران کودکی ایجاد می‌شوند. استثناها در مکان رشد آنها عبارتند از لب‌ها، پشت گوش، کف دست، کف پا، برخی از نواحی خارجی تناسلی، ناف و بافت و جای زخم. تراکم مو – تعداد فولیکول‌های مو در هر ناحیه از پوست – از فردی به فرد دیگر متفاوت است. طول هر تار موی ولوس معمولاً کمتر از ۲ میلی‌متر (۱/۱۳ اینچ) است و فولیکول آن به غده چربی متصل نیست.
موهای ولوس به راحتی در کودکان و زنان بزرگسال که معمولاً موهای ترمینال کمتری برای پوشاندن آنان دارند مشاهده می‌شود. موی ولوس موی کرک جنین نیست. موی کرک جنین نوع بسیار ضخیم‌تری از مو است که معمولاً فقط روی جنین رشد می‌کند.
موی ولوس با موی ترمینال یا آندروژنی قابل مشاهده تر، که فقط در دوران بلوغ و بعد از آن ایجاد می‌شود قیاس می‌شود و موی ولوس معمولاً در مردان به میزان بیشتری نسبت به زنان ایجاد می‌شود.
زبان لاتین از کلمه «vellus» برای نشان دادن «یک پشم گوسفند» یا «پشم» استفاده می‌کند. به دلیل شباهت موی ولوس به پرزهای روی هلو به آن در زبان انگلیسی عامیانه «peach fuzz» نیز می‌گویند.

## رشد
موی ولوس در هفته ۳۶م تا ۴۰م بارداری جایگزین موهای کرک جنین انسان می‌شود. چرخه رشد موهای ولوس با چرخه رشد موهای ترمینال متفاوت است. در دوران بلوغ، هورمون‌های آندروژن باعث می‌شوند که بیشتر موهای ولوس به موهای ترمینال تبدیل شوند و رشد موهای جدید را در زیر بغل و ناحیه شرمگاهی را تحریک می‌کنند. در مردان، این تغییر در موهای زائد در صورت (ریش) و بدن نیز رخ می‌دهد.

## عملکرد
موی ولوس هم عایق حرارتی و هم خنک‌کننده بدن است. این عایق دمای بدن را تنظیم می‌کند: موی ولوس مانند فتیله ای برای تعریق عمل می‌کند. در حالی که منافذ پوست باز هستند، عرق تار موی ولوس را خیس می‌کند. عرق در قسمت خارجی مو تبخیر می‌شود و عرق بیشتر قسمت خارجی ولوس را خیس می‌کند و سپس تبخیر می‌شود. این فرایند تعریق نامیده می‌شود.

## اهمیت بالینی

### رشد بیش از حد
رشد غیرمعمول موهای ولوس می‌تواند یکی از عوارض جانبی برخی از انواع بیماری‌ها باشد. افزایش تولید هورمون کورتیزول در یک فرد مبتلا به سندرم کوشینگ، موهای ولوس فراوانی را می‌توان ایجاد کند. بی اشتهایی عصبی باعث افزایش موهای ولوس می‌شود. موهای ولوس را می‌توان در مردان مبتلا به طاسی با الگوی مردانه یا مردمویی نیز مشاهده کرد. نوسانات هورمونی در زنان باردار باعث می‌شود که موهای زائد جنین به موهای ترمینال تبدیل شوند. موهای ترمینال معمولاً پس از تولد نوزاد با بازگشت هورمون‌ها به سطح طبیعی می‌ریزند.

### رشد کمتر از حد
شرایط زیر ممکن است بر رشد موهای زائد تأثیر بگذارد:
- درماتیت پریوریال (به انگلیسی:Perioral dermatitis) - در این شرایط ممکن است موها در نواحی آسیب دیده صورت وجود نداشته باشند.[۴]